# Magyarország az 1973-as úszó-világbajnokságon
Magyarország a jugoszláviai Belgrádban megrendezett 1973-as úszó-világbajnokság egyik részt vevő nemzete volt. Az ország a világbajnokságon 25 sportolóval képviseltette magát, akik összesen 2 arany-, 1 ezüst- és 1 bronzérmet szereztek.

## Versenyzők száma
| Sportág, szakág | Magyar résztvevő | Magyar résztvevő | Magyar résztvevő |
| Sportág, szakág | Férfi            | Nő               | Össz.            |
| Úszás           | 8                | 6                | 14               |
| Műugrás         | 0                | 0                | 0                |
| Szinkronúszás   | –                | 0                | 0                |
| Vízilabda       | 11               | –                | 11               |
|                 |                  |                  |                  |
| Összesen        | 19               | 6                | 25               |

## Érmesek
| Érem      | Versenyző                         | Versenyszám | Versenyszám           | Dátum         |
| --------- | --------------------------------- | ----------- | --------------------- | ------------- |
| Aranyérem | Hargitay András                   | úszás       | 400 m-es vegyes úszás |               |
| Aranyérem | Magyar férfi vízilabda-válogatott | vízilabda   | férfi vízilabda       | szeptember 9. |
| Ezüstérem | Verrasztó Zoltán                  | úszás       | 200 m-es hátúszás     |               |
| Bronzérem | Gyarmati Andrea                   | úszás       | 200 m-es hátúszás     |               |

## Úszás
Férfi
| Versenyző                                                   | Versenyszám            | Előfutam | Előfutam | Előfutam | Döntő   | Döntő     |
| Versenyző                                                   | Versenyszám            | Idő      | Hely.    | Össz.    | Idő     | Helyezés  |
| ----------------------------------------------------------- | ---------------------- | -------- | -------- | -------- | ------- | --------- |
| Cseh László                                                 | 100 m hátúszás         | 59,88    | ?.       | ?.       | 59,51   | 5.        |
| Hargitay András                                             | 200 m pillangóúszás    | 2:06,12  | ?.       | ?.       | 2:04,10 | 6.        |
| Hargitay András                                             | 200 m vegyes úszás     | 2:09,54  | ?.       | ?.       | 2:09,52 | 4.        |
| Hargitay András                                             | 400 m vegyes úszás     | 4:38,96  | ?.       | ?.       | 4:31,11 | Aranyérem |
| Rudolf Róbert                                               | 200 m hátúszás         | 2:11,22  | ?.       | ?.       | 2:11,42 | 8.        |
| Sós Csaba                                                   | 200 m pillangóúszás    | 2:11,60  | ?.       | ?.       | kiesett | kiesett   |
| Sós Csaba                                                   | 400 m vegyes úszás     | 4:45,29  | ?.       | ?.       | kiesett | kiesett   |
| Szabó Sándor                                                | 100 m mellúszás        | 1:09,63  | ?.       | ?.       | kiesett | kiesett   |
| Szentirmay István                                           | 100 m gyorsúszás       | 56,07    | ?.       | ?.       | kiesett | kiesett   |
| Szentirmay István                                           | 100 m pillangóúszás    | 59,09    | ?.       | ?.       | kiesett | kiesett   |
| Tóth Csaba                                                  | 400 m gyorsúszás       | 4:22,26  | ?.       | ?.       | kiesett | kiesett   |
| Tóth Csaba                                                  | 1500 m gyorsúszás      | 16:44,36 | ?.       | ?.       | kiesett | kiesett   |
| Verrasztó Zoltán                                            | 100 m hátúszás         | 1:00,49  | ?.       | ?.       | kiesett | kiesett   |
| Verrasztó Zoltán                                            | 200 m hátúszás         | 2:07,49  | ?.       | ?.       | 2:05,89 | Ezüstérem |
| Verrasztó Zoltán                                            | 200 m vegyes úszás     | 2:12,65  | ?.       | ?.       | kiesett | kiesett   |
| Cseh László Szabó Sándor Verrasztó Zoltán Szentirmay István | 4 × 100 m vegyes váltó | 4:01,11  | ?.       | ?.       | 4:01,64 | 8.        |

Női
| Versenyző                                               | Versenyszám            | Előfutam | Előfutam | Előfutam | Döntő   | Döntő     |
| Versenyző                                               | Versenyszám            | Idő      | Hely.    | Össz.    | Idő     | Helyezés  |
| ------------------------------------------------------- | ---------------------- | -------- | -------- | -------- | ------- | --------- |
| Gyarmati Andrea                                         | 100 m hátúszás         | 1:06,09  | ?.       | ?.       | 1:06,54 | 4.        |
| Gyarmati Andrea                                         | 200 m hátúszás         | 2:23,58  | ?.       | ?.       | 2:22,48 | Bronzérem |
| Kiss Éva                                                | 100 m mellúszás        | 1:18,13  | ?.       | ?.       | kiesett | kiesett   |
| Kiss Éva                                                | 200 m mellúszás        | 2:45,97  | ?.       | ?.       | 2:45,50 | 8.        |
| Kovács Edit                                             | 200 m gyorsúszás       | 2:25,47  | ?.       | ?.       | kiesett | kiesett   |
| Patóh Magda                                             | 100 m gyorsúszás       | 1:02,87  | ?.       | ?.       | kiesett | kiesett   |
| Szekeres Ildikó                                         | 100 m hátúszás         | 1:10,90  | ?.       | ?.       | kiesett | kiesett   |
| Válent Vera                                             | 100 m pillangóúszás    | 1:09,51  | ?.       | ?.       | kiesett | kiesett   |
| Gyarmati Andrea Kovács Edit Szekeres Ildikó Patóh Magda | 4 × 100 m gyorsváltó   | 4:09,02  | ?.       | ?.       | kiesett | kiesett   |
| Gyarmati Andrea Kiss Éva Válent Vera Patóh Magda        | 4 × 100 m vegyes váltó | 4:35,70  | ?.       | ?.       | kiesett | kiesett   |

## Vízilabda
A magyar férfi vízilabda-válogatott kerete:
| Magyar nemzeti férfi vízilabdacsapat-játékoskeret | Magyar nemzeti férfi vízilabdacsapat-játékoskeret | Magyar nemzeti férfi vízilabdacsapat-játékoskeret | Magyar nemzeti férfi vízilabdacsapat-játékoskeret |
| #                                                 | Név                                               | Poszt                                             | Kor (1973. szeptember 1. szerint)                 |
| ------------------------------------------------- | ------------------------------------------------- | ------------------------------------------------- | ------------------------------------------------- |
|                                                   | Cservenyák Tibor                                  | K                                                 | 1948. augusztus 8. (25 évesen)                    |
|                                                   | Molnár Endre                                      | K                                                 | 1945. július 23. (28 évesen)                      |
|                                                   | Balla Balázs                                      | M                                                 | 1952. augusztus 4. (21 évesen)                    |
|                                                   | Bodnár András                                     | M                                                 | 1942. április 9. (31 évesen)                      |
|                                                   | Csapó Gábor                                       | M                                                 | 1950. szeptember 20. (22 évesen)                  |
|                                                   | Faragó Tamás                                      | M                                                 | 1952. augusztus 5. (21 évesen)                    |
|                                                   | Görgényi István                                   | M                                                 | 1946. november 2. (26 évesen)                     |
|                                                   | Kásás Zoltán                                      | M                                                 | 1946. szeptember 15. (26 évesen)                  |
|                                                   | Konrád Ferenc                                     | M                                                 | 1945. április 17. (28 évesen)                     |
|                                                   | Sárosi László                                     | M                                                 | 1946. október 12. (26 évesen)                     |
|                                                   | Szívós István                                     | M                                                 | 1948. április 24. (25 évesen)                     |
| Szövetségi kapitány: Gyarmati Dezső               |                                                   |                                                   |                                                   |

Csoportkör
B csoport
| Csapat        | M | Gy | D | V | G+ | G– | Gk  | P |
| ------------- | - | -- | - | - | -- | -- | --- | - |
| Magyarország  | 4 | 4  | 0 | 0 | 36 | 11 | +25 | 8 |
| Olaszország   | 4 | 3  | 0 | 1 | 25 | 14 | +11 | 6 |
| Románia       | 4 | 2  | 0 | 2 | 30 | 18 | +12 | 4 |
| Spanyolország | 4 | 1  | 0 | 3 | 20 | 25 | –5  | 2 |
| Izrael        | 4 | 0  | 0 | 4 | 6  | 49 | –43 | 0 |

| 1973. szeptember 2. 20:00 | Magyarország                                 | 7 – 3 | Spanyolország                  | Játékvezetők: Ivković (jugoszláv) |
| 1973. szeptember 2. 20:00 | (2–0, 2–1, 1–1, 2–1)                         |       |                                | Játékvezetők: Ivković (jugoszláv) |
| 1973. szeptember 2. 20:00 | Szívós, Faragó 2-2 Sárosi, Bodnár, Csapó 1-1 |       | Soler, Cánovas, Puigdevall 1-1 | Játékvezetők: Ivković (jugoszláv) |

| 1973. szeptember 3. 9:30 | Magyarország                                       | 14 – 0 | Izrael | Játékvezetők: Micallef (máltai) |
| 1973. szeptember 3. 9:30 | (2–0, 5–0, 6–0, 1–0)                               |        |        | Játékvezetők: Micallef (máltai) |
| 1973. szeptember 3. 9:30 | Konrád, Szívós 3-3 Csapó, Sárosi, Kásás, Balla 2-2 |        |        | Játékvezetők: Micallef (máltai) |

| 1973. szeptember 4. 20:30 | Magyarország                        | 6 – 4 | Olaszország                                          | Játékvezetők: Josef Dirnweber (osztrák) |
| 1973. szeptember 4. 20:30 | (2–1, 1–2, 1–1, 2–0)                |       |                                                      | Játékvezetők: Josef Dirnweber (osztrák) |
| 1973. szeptember 4. 20:30 | Faragó, Kásás 2-2 Csapó, Sárosi 1-1 |       | De Magistris, Ghibellini, S. Marsili, Baracchini 1-1 | Játékvezetők: Josef Dirnweber (osztrák) |

| 1973. szeptember 5. 14:00 | Magyarország                                                  | 9 – 4 | Románia                    | Játékvezetők: Goose (holland) |
| 1973. szeptember 5. 14:00 | (2–1, 1–1, 1–0, 5–2)                                          |       |                            | Játékvezetők: Goose (holland) |
| 1973. szeptember 5. 14:00 | Görgényi, Bodnár 2-2 Faragó, Sárosi, Konrád, Balla, Csapó 1-1 |       | Popescu 2, Schervan, ? 1-1 | Játékvezetők: Goose (holland) |

Döntő csoportkör
| Csapat           | M | Gy | D | V | G+ | G– | Gk  | P |
| ---------------- | - | -- | - | - | -- | -- | --- | - |
| Magyarország     | 5 | 4  | 1 | 0 | 28 | 17 | +11 | 9 |
| Szovjetunió      | 5 | 4  | 0 | 1 | 30 | 16 | +14 | 8 |
| Jugoszlávia      | 5 | 2  | 1 | 2 | 23 | 22 | +1  | 5 |
| Olaszország      | 5 | 2  | 0 | 3 | 22 | 25 | –3  | 4 |
| Egyesült Államok | 5 | 2  | 0 | 3 | 22 | 28 | –6  | 4 |
| Kuba             | 5 | 0  | 0 | 5 | 15 | 32 | –17 | 0 |

| 1973. szeptember 6. 17:00 | Magyarország               | 6 – 2 | Egyesült Államok  | Játékvezetők: Fuchs (belga) |
| 1973. szeptember 6. 17:00 | (1–0, 1–1, 2–1, 2–0)       |       |                   | Játékvezetők: Fuchs (belga) |
| 1973. szeptember 6. 17:00 | Faragó 3, Szívós 2 Csapó 1 |       | Asch, Schnugg 1-1 | Játékvezetők: Fuchs (belga) |

| 1973. szeptember 7. 21:30 | Magyarország               | 5 – 4 | Szovjetunió                    | Játékvezetők: Mărculescu (román) |
| 1973. szeptember 7. 21:30 | (1–1, 1–0, 0–1, 3–2)       |       |                                | Játékvezetők: Mărculescu (román) |
| 1973. szeptember 7. 21:30 | Csapó 3 Bodnár, Sárosi 1-1 |       | Barkalov 2 Dreval, Kabanov 1-1 | Játékvezetők: Mărculescu (román) |

| 1973. szeptember 8. 20:30 | Magyarország         | 3 – 3 | Jugoszlávia          | Játékvezetők: Josef Dirnweber (osztrák) |
| 1973. szeptember 8. 20:30 | (0–0, 1–0, 1–3, 1–0) |       |                      | Játékvezetők: Josef Dirnweber (osztrák) |
| 1973. szeptember 8. 20:30 | Csapó 2, Szívós 1    |       | Belamarić 2, Bonačić | Játékvezetők: Josef Dirnweber (osztrák) |

| 1973. szeptember 9. 14:00 | Magyarország                        | 8 – 4 | Kuba                | Játékvezetők: Mărculescu (román) |
| 1973. szeptember 9. 14:00 | (1–1, 3–2, 1–0, 3–1)                |       |                     | Játékvezetők: Mărculescu (román) |
| 1973. szeptember 9. 14:00 | Sárosi 3 Faragó, Szívós 2-2 Csapó 1 |       | Sánchez 3, Cowley 1 | Játékvezetők: Mărculescu (román) |

| Csapat       | Helyezés  |
| ------------ | --------- |
| Magyarország | Aranyérem |